# Харматан

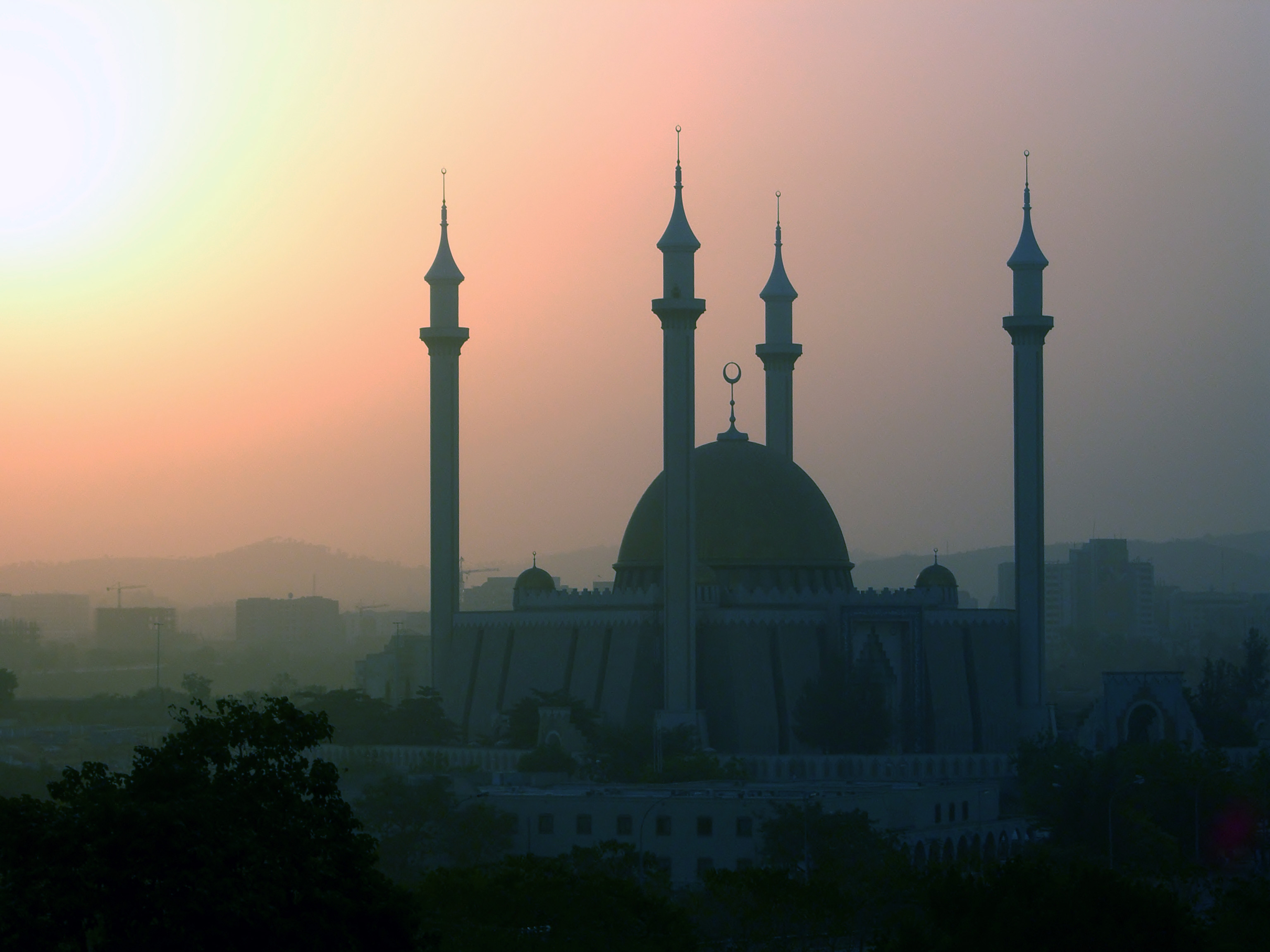
Мгла, вызванная харматаном, которая окружает Национальную мечеть Абуджа в Абудже, Нигерия

Хармата́н или гарматан (исп. harmatán) — сухой и пыльный западноафриканский пассат. Он дует из внутренних районов африканского континента (из Сахары) по направлению к Гвинейскому заливу в период с конца ноября по начало марта. Температура в это время может опускаться до 3 °C.
Продолжительность его порывов как правило составляет около суток, однако они иногда могут затягиваться до пяти-шести дней. Сильнее всего харматан проявляется в зимний сезон (декабрь, январь, февраль), когда его направление может варьироваться от северо-восточного до юго-восточного.
Поскольку ветер проходит через пустыню, он захватывает множество частичек пыли размером от 0,5 до 10 мкм. Поэтому он приносит большое количество пыли и песка в акваторию Атлантического океана. В периоды, когда харматан наиболее сильный, часть этой пыли достигает даже Северной Америки. В некоторых странах Западной Африки мгла, вызванная харматаном, часто значительно снижает видимость и может заслонять Солнце на несколько дней, подобно туману. К тому же взаимодействие харматана с муссонами может вызывать смерчи.
Во время харматана влажность падает до 15 %, что может вызывать носовые кровотечения.